# Discografia dei Panic! at the Disco
La discografia dei Panic! at the Disco, gruppo musicale statunitense, comprende sei album in studio, tre album dal vivo, due raccolte, un EP e ventidue singoli.

## Album

### Album in studio
| Anno                                                             | Titolo | Posizione | Posizione | Posizione | Posizione | Posizione | Posizione | Posizione | Posizione | Posizione | Posizione | Vendite                       | Certificazioni                                                                  |
| Anno                                                             | Titolo | US        | AUS       | AUT       | BEL (FL)  | CAN       | GER       | NLD       | NZ        | SWI       | UK        | Vendite                       | Certificazioni                                                                  |
| ---------------------------------------------------------------- | --- | --------- | --------- | --------- | --------- | --------- | --------- | --------- | --------- | --------- | --------- | ----------------------------- | ------------------------------------------------------------------------------- |
| 2005                                                             | A Fever You Can't Sweat Out - Pubblicato: 27 settembre 2005 - Etichetta: Decaydance/Fueled by Ramen (4513-12077) - Formato: CD, CS, DL, LP | 13        | 11        | 37        | 43        | —         | 98        | 41        | 7         | 63        | 17        | - US: 2 000 000 (2016)        | - RIAA: 2× Platino - ARIA: Platino - BPI: Platino - MC: Platino - RMNZ: Platino |
| 2008                                                             | Pretty. Odd. - Pubblicato: 21 marzo 2008 - Etichetta: Decaydance/Fueled by Ramen (430524) - Formato: CD, DL, LP                            | 2         | 1         | 5         | 34        | 2         | 13        | 41        | 5         | 71        | 2         | - US: 425 000 (2016)          | - RIAA: Oro - BPI: Oro                                                          |
| 2011                                                             | Vices & Virtues - Pubblicato: 18 marzo 2011 - Etichetta: Decaydance/Fueled by Ramen (526748) - Formato: CD, DL, LP                         | 7         | 6         | 51        | 71        | 17        | 64        | 76        | 21        | 90        | 29        | - US: 194 000 (2016)          | - RIAA: Oro - BPI: Argento                                                      |
| 2013                                                             | Too Weird to Live, Too Rare to Die! - Pubblicato: 8 ottobre 2013 - Etichetta: Decaydance/Fueled by Ramen (536949) - Formato: CD, DL, LP    | 2         | 26        | 70        | 79        | 8         | 99        | 77        | 15        | —         | 10        | - US: 407 000 (2016)          | - RIAA: Oro - BPI: Oro - MC: Oro                                                |
| 2016                                                             | Death of a Bachelor - Pubblicato: 15 gennaio 2016 - Etichetta: Fueled by Ramen/DCD2 (553138) - Formato: CD, DL, LP                         | 1         | 3         | 15        | 14        | 3         | 23        | 14        | 4         | 41        | 4         | - US: 506 000 (dicembre 2016) | - RIAA: Platino - BPI: Oro - MC: Oro                                            |
| 2018                                                             | Pray for the Wicked - Pubblicato: 22 giugno 2018 - Etichetta: Fueled by Ramen/DCD2 (B07BMDQMQX) - Formato: CD, DL, LP, CS                  | 1         | 1         | 3         | 10        | 1         | 8         | 6         | 2         | 13        | 2         | - US: 151 000                 |                                                                                 |
| 2022                                                             | Viva Las Vengeance - Pubblicato: 19 Agosto 2022 - Etichetta: Fueled by Ramen/DCD2 (B07BMDQMQX) - Formato: CD, DL, LP, CS                   | 13        | 10        | 46        | 20        | -         | 18        | 34        | -         | 46        | 5         | - US: 41 000                  |                                                                                 |
| "—" indica che l'album non è entrato in classifica in quel paese | |           |           |           |           |           |           |           |           |           |           |                               |                                                                                 |

### Album dal vivo
| Anno | Titolo | Posizione |
| Anno | Titolo | US        |
| ---- | --- | --------- |
| 2006 | Live Session (iTunes Exclusive) - Pubblicato: 13 giugno 2006 - Etichetta: Decaydance Records/Fueled by Ramen - Formato: DL                        | —         |
| 2008 | ...Live in Chicago - Pubblicato: 2 dicembre 2008 - Etichetta: Decaydance Records/Fueled by Ramen - Formato: CD+DVD-V, DL                          | —         |
| 2011 | iTunes Live - Pubblicato: 27 settembre 2011 - Etichetta: Decaydance Records/Fueled by Ramen - Formato: DL                                         | —         |
| 2017 | All My Friends We're Glorious: Death of a Bachelor Tour Live - Pubblicato: 15 dicembre 2017 - Etichetta: Fueled by Ramen/DCD2 - Formato: DL, 2 LP | 185       |

### Raccolte
| Anno | Titolo |
| ---- | --- |
| 2008 | Introducing... Panic at the Disco - Pubblicato: 19 maggio 2008 - Etichetta: Decaydance Records/Fueled by Ramen - Formato: DL |
| 2011 | Panic! at the Disco Video Catalog - Pubblicato: 1 marzo 2011 - Etichetta: Decaydance Records/Fueled by Ramen - Formato: DL   |

### EP
| Anno | Titolo                                                                                        |
| ---- | --------------------------------------------------------------------------------------------- |
| 2014 | Nicotine EP - Pubblicato: 6 maggio 2014 - Etichetta: Decaydance/Fueled by Ramen - Formato: DL |

## Singoli
| Titolo                                                                                       | Anno | Posizione | Posizione | Posizione | Posizione | Posizione | Posizione | Posizione | Posizione | Posizione | Posizione | Certificazioni                                          | Album                               |
| Titolo                                                                                       | Anno | US        | US Alt.   | US Rock   | AUS       | CAN       | GER       | IRL       | NLD       | NZ        | UK        | Certificazioni                                          | Album                               |
| -------------------------------------------------------------------------------------------- | ---- | --------- | --------- | --------- | --------- | --------- | --------- | --------- | --------- | --------- | --------- | ------------------------------------------------------- | ----------------------------------- |
| The Only Difference Between Martyrdom and Suicide Is Press Coverage                          | 2005 | 77        | 5         | —         | —         | —         | —         | —         | —         | —         | —         | - RIAA: Oro                                             | A Fever You Can't Sweat Out         |
| I Write Sins Not Tragedies                                                                   | 2006 | 7         | 12        | —         | 12        | —         | 66        | 50        | 45        | 5         | 25        | - RIAA: 4× Platino - BPI: Oro - MC: Platino             | A Fever You Can't Sweat Out         |
| But It's Better If You Do                                                                    | 2006 | —         | —         | —         | 15        | —         | —         | —         | 89        | 10        | 23        | - RIAA: Oro                                             | A Fever You Can't Sweat Out         |
| Lying Is the Most Fun a Girl Can Have Without Taking Her Clothes Off                         | 2006 | —         | 28        | —         | 26        | —         | —         | —         | —         | 33        | 39        | - RIAA: Platino                                         | A Fever You Can't Sweat Out         |
| Build God, Then We'll Talk                                                                   | 2007 | —         | —         | —         | —         | —         | —         | —         | —         | —         | —         | - RIAA: Oro                                             | A Fever You Can't Sweat Out         |
| Nine in the Afternoon                                                                        | 2008 | 51        | 8         | —         | 19        | 48        | —         | 39        | 86        | 28        | 13        | - RIAA: 2× Platino - ARIA: Oro - BPI: Argento - MC: Oro | Pretty. Odd.                        |
| Mad as Rabbits                                                                               | 2008 | —         | —         | —         | —         | —         | —         | —         | —         | —         | —         |                                                         | Pretty. Odd.                        |
| That Green Gentleman (Things Have Changed)                                                   | 2008 | —         | —         | —         | —         | —         | —         | —         | —         | —         | 96        |                                                         | Pretty. Odd.                        |
| Northern Downpour                                                                            | 2008 | —         | —         | —         | —         | —         | —         | —         | —         | —         | —         |                                                         | Pretty. Odd.                        |
| New Perspective                                                                              | 2009 | —         | —         | —         | 69        | 78        | —         | —         | —         | —         | —         |                                                         | Jennifer's Body soundtrack          |
| The Ballad of Mona Lisa                                                                      | 2011 | 89        | 24        | 39        | 21        | —         | —         | —         | —         | —         | 43        | - RIAA: Platino - ARIA: Oro - BPI: Argento              | Vices & Virtues                     |
| C'mon (con i fun.)                                                                           | 2011 | —         | —         | —         | —         | —         | —         | —         | —         | —         | —         |                                                         | (Singolo non incluso in un album)   |
| Ready to Go (Get Me Out of My Mind)                                                          | 2011 | —         | —         | —         | 69        | —         | —         | —         | —         | —         | —         |                                                         | Vices & Virtues                     |
| Mercenary                                                                                    | 2011 | —         | —         | —         | —         | —         | —         | —         | —         | —         | —         |                                                         | Batman: Arkham City – The Album     |
| Let's Kill Tonight                                                                           | 2011 | —         | —         | —         | —         | —         | —         | —         | —         | —         | —         |                                                         | Vices & Virtues                     |
| Miss Jackson                                                                                 | 2013 | 68        | 7         | 11        | —         | 73        | —         | —         | —         | —         | 61        | - RIAA: Platino - MC: Oro                               | Too Weird to Live, Too Rare to Die! |
| This Is Gospel                                                                               | 2013 | 87        | 25        | 12        | —         | 95        | —         | —         | —         | —         | 179       | - RIAA: Platino - BPI: Argento - MC: Oro                | Too Weird to Live, Too Rare to Die! |
| Girls / Girls / Boys                                                                         | 2013 | —         | —         | 31        | —         | —         | —         | —         | —         | —         | —         | - RIAA: Oro                                             | Too Weird to Live, Too Rare to Die! |
| Hallelujah                                                                                   | 2015 | 40        | 11        | 3         | —         | 72        | —         | —         | —         | —         | 81        | - RIAA: Oro - MC: Oro                                   | Death of a Bachelor                 |
| Victorious                                                                                   | 2015 | 89        | 11        | 7         | —         | —         | —         | —         | —         | —         | 194       | - RIAA: Platino - MC: Oro                               | Death of a Bachelor                 |
| Emperor's New Clothes                                                                        | 2015 | 68        | —         | 5         | 116       | 89        | —         | —         | —         | —         | 88        | - RIAA: Platino - BPI: Argento - MC: Oro                | Death of a Bachelor                 |
| Death of a Bachelor                                                                          | 2016 | 92        | —         | 11        | —         | —         | —         | —         | —         | —         | —         | - RIAA: Platino - MC: Oro                               | Death of a Bachelor                 |
| Say Amen (Saturday Night)                                                                    | 2018 | 60        | 1         | 5         | 90        | —         | —         | —         | —         | —         | 48        |                                                         | Pray for the Wicked                 |
| High Hopes                                                                                   | 2018 | 84        | 23        | 7         | 7         | 84        | 56        | 35        | —         | —         | 34        | - ARIA: Oro                                             | Pray for the Wicked                 |
| Hey Look Ma, I Made It                                                                       | 2019 | —         | —         | —         | —         | —         | —         | —         | —         | —         | —         |                                                         | Pray for the Wicked                 |
| "—" indica che il singolo non è entrato in classifica o non è stato pubblicato in quel paese |      |           |           |           |           |           |           |           |           |           |           |                                                         |                                     |